# A Nova Gazeta da Terra do Brasil
A Nova Gazeta da Terra do Brasil ou Newen Zeytung auss Presillg Landt é um boletim informativo raríssimo, redigido talvez em 1514, por um alemão não identificado, a serviço dos banqueiros Fugger, que serviam e emprestavam dinheiro a Carlos V, imperador do Sacro Império Romano-Germânico.

## Newen Zeytung (Boletim Informativo)
Os primeiros boletins informativos alemães impressos foram chamados Newen Zeytung (ou Neue Zeitung). Os jornais que já haviam aparecido, como o Fuggerzeitung, ainda eram coleções de notícias manuscritas. Os “boletins informativos”, por outro lado, são considerados os precursores do jornal moderno. “Boletins Informativos” é o termo coletivo para notícias e relatórios escritos e impressos.
"Newe Zeytung vom orient und auff gange", é a manchete de um artigo que em 1502 usou o termo "jornal" para um jornal impresso pela primeira vez. Este primeiro jornal noticiava que os franceses haviam capturado a ilha de Lesbos. Os “Boletins Informativos” eram geralmente limitados por temas, jornais de 1 a 20 páginas cada, publicados conforme necessário e para ocasiões especiais. As manchetes e o texto costumavam ser decorados com xilogravuras, ilustrações, tiras de moldura, iniciais e vinhetas, formando assim um layout inicial de jornal. Eles eram em sua maioria grandes em tamanho.
Eles relataram eventos atuais ou resumiram os eventos políticos, culturais e sociais da última vez. Notícias sensacionais preferidas foram publicadas. Eles apareciam regularmente, então mesmo assim eles tinham uma certa periodicidade e atualidade. Os "Boletim Informativo" existiram por volta do início do século XV a XVIII, e o número de títulos é estimado em 5.000 a 8.000.
Um dos primeiros editores de jornais na Alemanha foi Christoph von Scheurl. Ele era advogado e político em Nuremberg e coletou informações e notícias que resumiu em um "Newen Zeitung" e vendeu a nobres e mercadores. De 1512 a 1537, ele os escreveu primeiro à mão e depois os imprimiu, para que pudessem ser distribuídos mais amplamente. O termo “jornal” apareceu como “zidunge” com o significado “cliente” ou “mensagem” na área de Colônia já no início do século XIV.

## Nova Gazeta da Terra do Brasil
Um dos mais antigos “Boletim Informativo” alemães impressos é o panfleto “Copia der Newen Zeitung aus Presillg Land” (=Brasilien-Land). É um dos chamados "jornais da descoberta".
A Biblioteca Nacional, no Rio de Janeiro, possui um valioso exemplar. Trata-se de obra curiosa sobre a vida aborígene e o escambo praticado entre os navegadores e os índios.